# Favolaschia pygmaea
Favolaschia pygmaea är en svampart som först beskrevs av Speg., och fick sitt nu gällande namn av Rolf Singer 1951. Favolaschia pygmaea ingår i släktet Favolaschia och familjen Mycenaceae.   Inga underarter finns listade i Catalogue of Life.